# Alexandre de Sousa e Holstein
Alexandre de Sousa e Holstein (ur. 4 grudnia 1751 w Lizbonie, zm. 13 grudnia 1803 w Rzymie) – portugalski dyplomata.
Był pierwszym portugalskim ministrem-rezydentem w Prusach. Akredytowany na to stanowisko został 8 listopada 1789 roku.